# Gaas (materiaal)

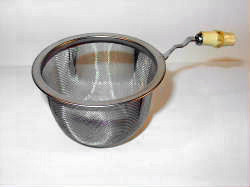
Een theezeef van gaas

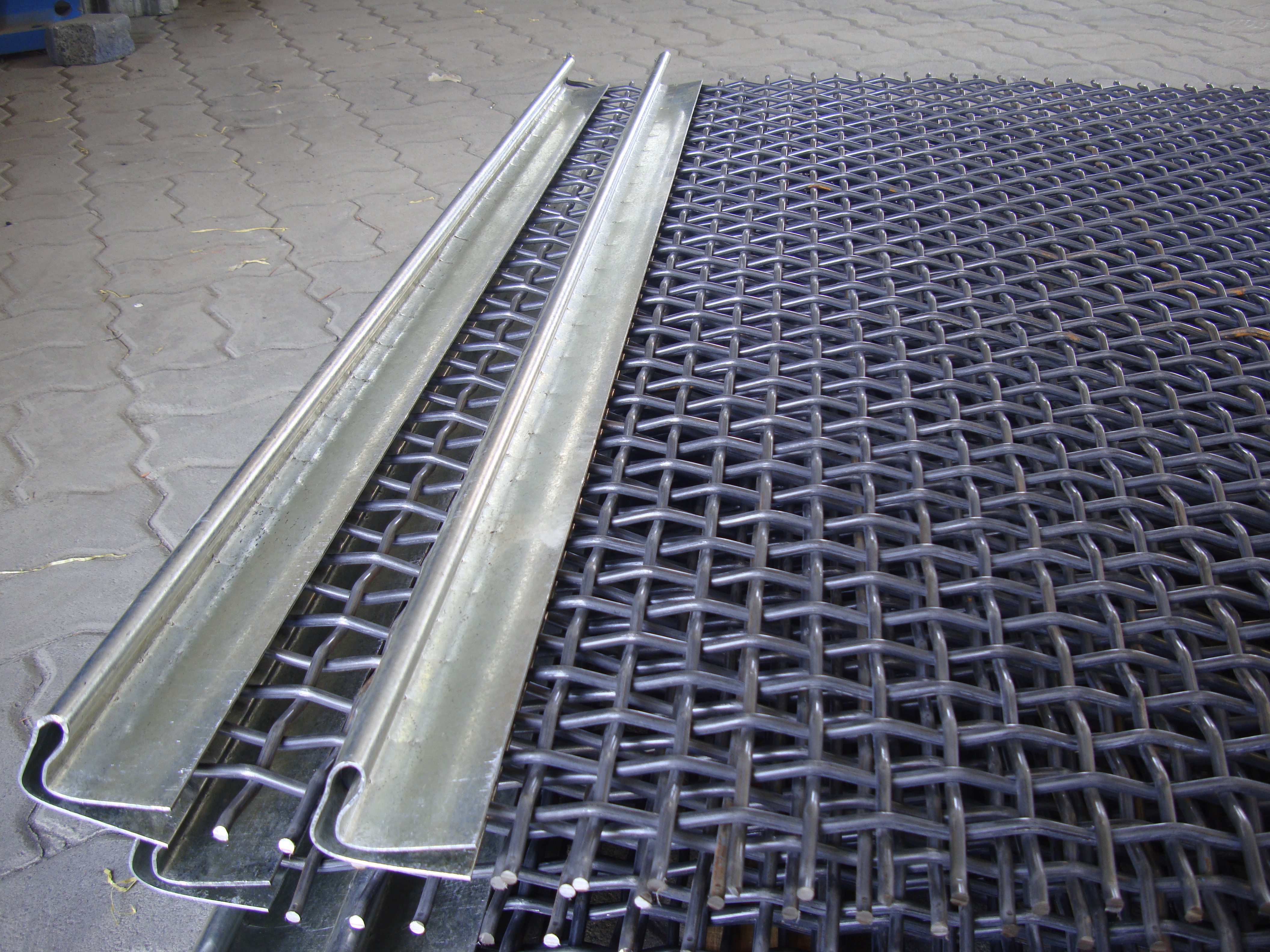
Gaasschermen

Gaas of draadgaas is een net-achtig product gemaakt van verbonden metaaldraad. Gaas is vergelijkbaar met netwerk in de zin dat het bestaat uit verbonden draden met ruimte (mazen) ertussen. Het verschil is dat netwerk gemaakt is van textielgarens, terwijl gaas gemaakt is van metaaldraad, meestal ijzerdraad.
De metalen draden kunnen aan elkaar worden geweven, gedraaid of gelast. 
Draadgaas is in de handel verkrijgbaar in verschillende soorten. Eigenschappen verschillen afhankelijk van het soort, de draaddikte en de maaswijdte.
Gaas wordt meestal tussen palen gespannen, en wordt vaak gebruikt om terreinen te omheinen.

## Geschiedenis
In 1844 ontwikkelde Charles Barnard (1804-1871)  in Norwich een machine voor de machinale productie van gaashekwerk. Deze was gebaseerd op de weefmachines, die veelgebruikt werden in Norwich. Zijn bedrijf verkocht al snel veel gaas in Australië, waar het gebruikt werd om het konijnenprobleem onder controle te krijgen. In 1891 kocht een Amerikaans bedrijf, The Anchor Post Fence Co. uit New Jersey, de Amerikaanse rechten op de ‘draadweefmachine’ van Barnard, en werd het eerste bedrijf dat gaashekwerk in de Verenigde Staten produceerde.

## Soorten

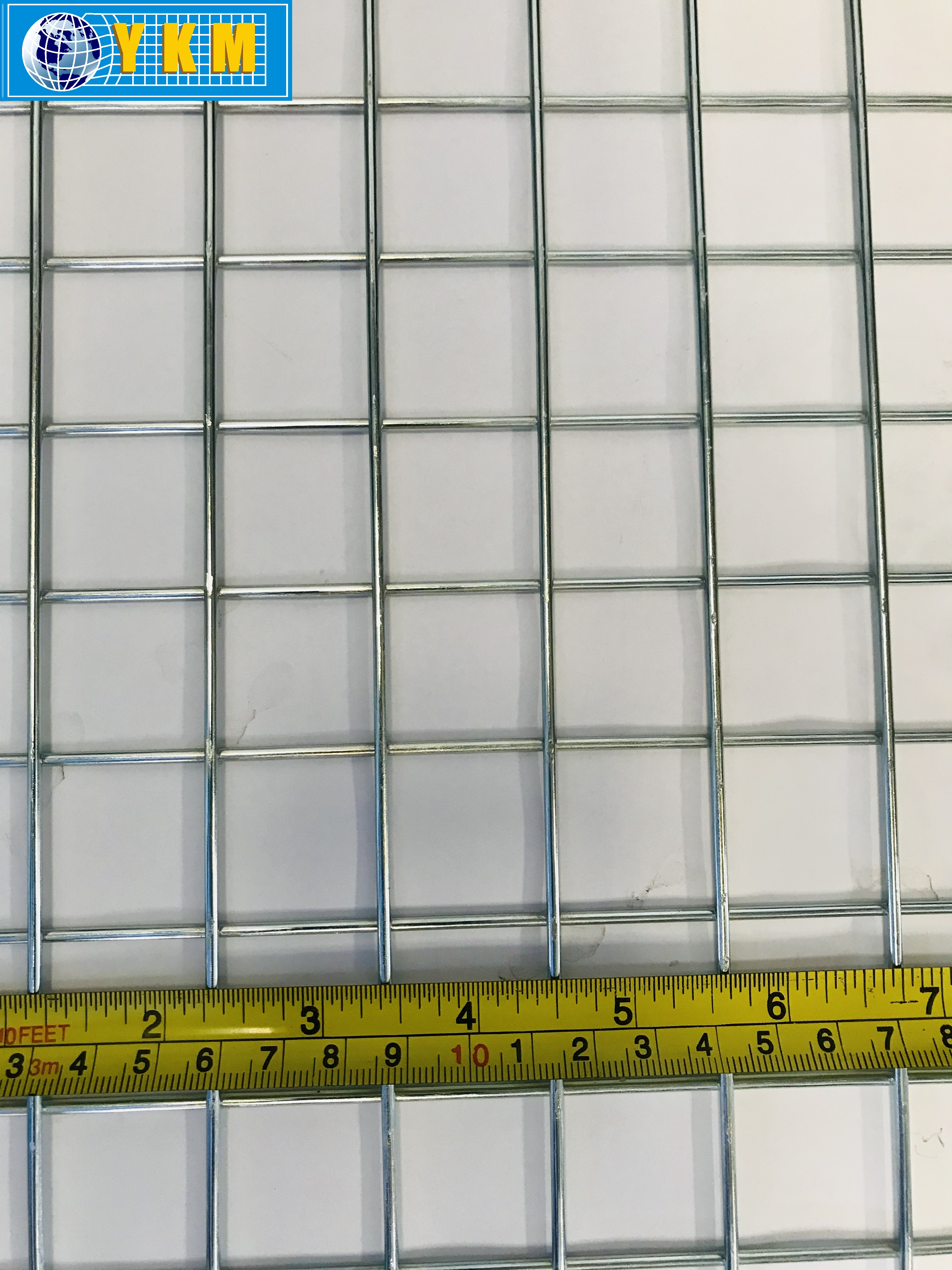
Vierkant gaas (volièregaas 25x25mm)

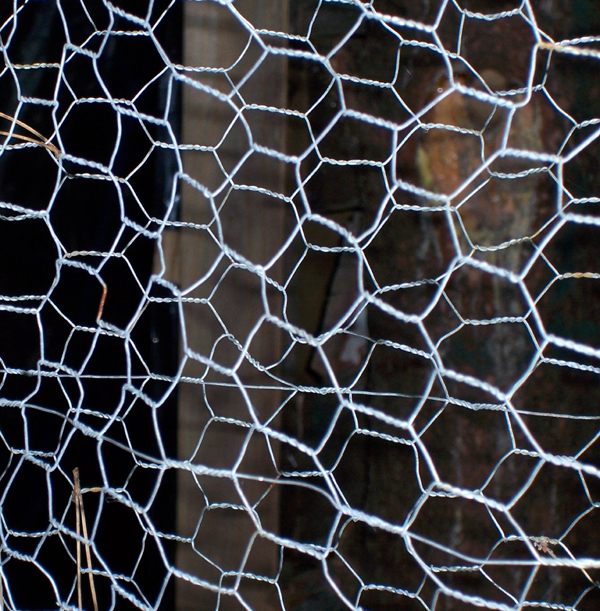
Zeskantgaas

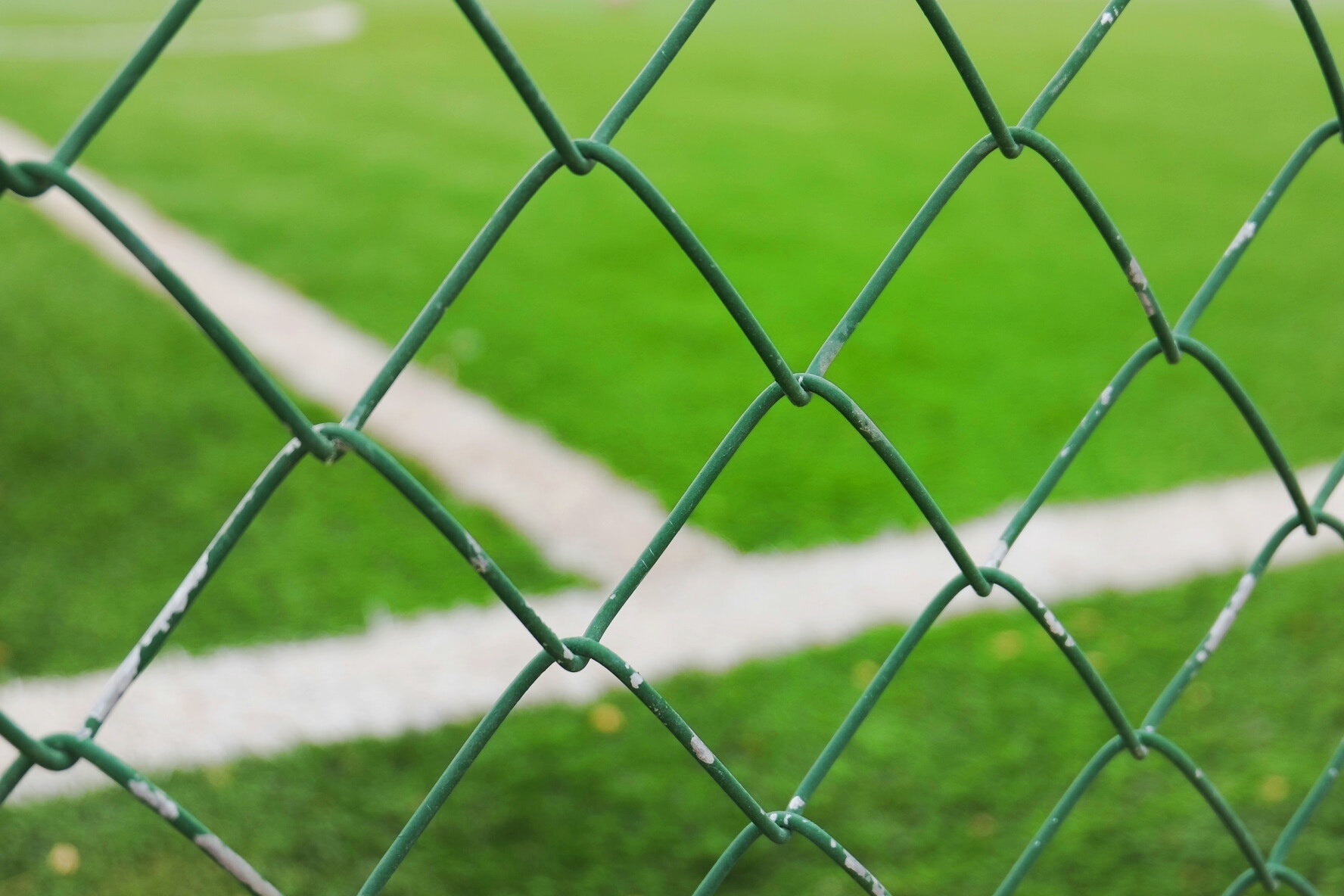
Harmonicagaas

### Vierkant-gaas
Vierkant gaas bestaat uit dunne, gegalvaniseerde staaldraden die haaks op elkaar gepuntgelast worden. Soms zijn de mazen niet vierkant maar rechthoekig. Het is in tegenstelling tot zeskantgaas niet rekbaar. Ook toegepast voor maatvaste gaasconstructies zoals vogelkooien, winkelwagentjes en fietsmanden. De draaddikte en maasgrootte bepalen de eigenschappen en naam. Vaak wordt het gaas geplastificeerd.
- Muizengaas of rattengaas, draaddikte ca. 0,8 mm, mazen ca. 6-10 mm
- Volièregaas, draaddikte ca. 1-2 mm, mazen 12-25 mm
- Dassengaas, nertsengaas of muskusrattengaas, draaddikte ca. 2 mm, mazen 25-50 mm
- Tuingaas, draaddikte ca. 2,5 mm, mazen ca. 50-100 mm
- Schapengaas, rechthoekige, 150x150 mm brede mazen, die naar onderen toe smaller worden
- Draadmat, stijf rooster van vaak gegalvaniseerd staaldraad, waarmee bv schuttingen, tuinhekken, vijverranden, tuinhaarden , schanskorven worden gemaakt. Draaddikte varieert van ca. 3,5 mm tot ca. 5 mm. Mazen van ca. 50 mm tot ca. 150 mm.
- Betongaas of wapeningsnet, rooster van rondstaal dat bv. in een fundering wordt gelegd als wapening, dus om stijfheid aan het beton te geven en om scheuren te voorkomen. Gewoonlijk gemaakt van warm gewalst rondstaal (tor- of torwastaal) en bij het walsen van ribbels voorzien zodat het staal beter in het beton hecht. Draaddikte varieert van 5 mm tot 12 mm. Mazen van ca. 75 mm tot ca. 150 mm.[12]

### Zeskantgaas
Zeskantgaas of kippengaas is gevlochten gaas dat gemaakt wordt door dunne, flexibele gegalvaniseerde evenwijdige staaldraden steeds met de draden ernaast in elkaar te draaien. Hierdoor ontstaan zeshoekige mazen, en is het gaas enigszins rekbaar. De standaard maaswijdtes (afstand gemeten tussen twee gedraaide zijden) zijn ½ inch (±13 mm), 1 inch (± 2,5 cm) en 2 inch (± 5 cm). De draaddikte ligt tussen 0,7 mm en 1,0 mm.
De maaswijdte van 13 mm wordt wel ‘dubbeltjesgaas’ genoemd, die van 25 mm ‘kwartjesgaas’, ‘konijnengaas’ of ‘kuikengaas’, en die van 50 mm ‘kippengaas’. Soms is zeskantgaas geplastificeerd.

### Harmonicagaas
Harmonica wordt op dezelfde wijze geproduceerd als zeskantgaas, maar in plaats van de draden meerdere keren om elkaar te draaien, worden slechts ze eenmaal om elkaar gelegd. Daardoor ontstaan vierkante in plaats van zeskante mazen. Soms is harmonicagaas geplastificeerd. Het kan verschillende afmetingen hebben, afhankelijk van de functie van het gaas.

De standaard maaswijdte is 50 mm x 50 mm, maar andere maasgroottes komen ook voor, in het algemeen tussen 20 mm en 50 mm. Harmonicagaas wordt veel gebruikt voor gaasafrasteringen.

De meest gebruikte draaddikte is ca. 3 mm, maar andere zijn ook mogelijk, meestal tussen ca. 2,5 mm en 4 mm.

### Boogjesgaas
Boogjesgaas (bordure grillagée, bordure parisienne), is siergaas met grote mazen (bv 15x9 cm. Draaddikte ca. 2 mm, waarbij de horizontale draden wat dunner zijn dan de verticale (boogjes)

### Horgaas
Horgaas is dun geweven gaas met zeer kleine mazen (ca. 1,2 mm - 1,6 mm). Horgaas is vaak van aluminium, maar ook wel van plastic gecoat glasvezel. Het wordt o.a. gebruikt in horren.

### Spiraalgaas
Spiraalgaas bestaat uit in elkaar grijpende metalen spiralen. De spiralen worden aan elkaar geweven en vormen een flexibel metalen ‘doek’. Het wordt gebruikt in spiraalbodems van bedden, als decoratieve gordijnen en als vangnet om mensen te beschermen tegen vallende objecten, bijvoorbeeld op bouwplaatsen en langs steile rotswanden. Spiraalgaas wordt ook gebruikt voor dierentuinverblijven, meestal voor volières en verblijven van kleine zoogdieren.

### ’Onecht’ gaas

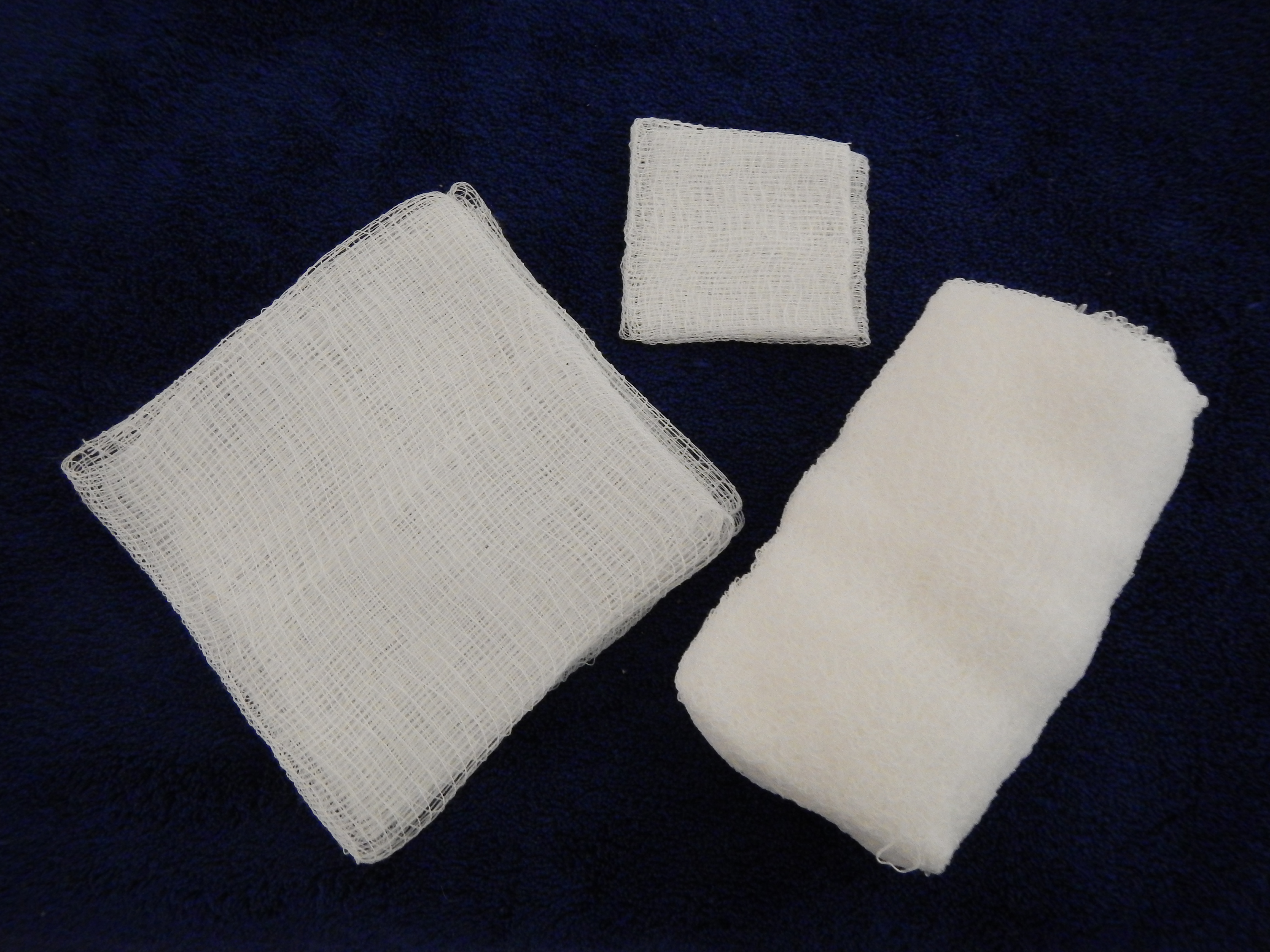
Verschillende soorten verbandgaasjes

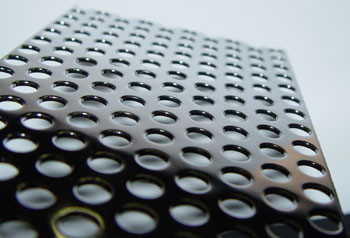
Geperforeerde metalen plaat

#### Strekgaas
Strekgaas is niet gemaakt van metalen draden, maar is een type plaatmetaal, waarin een regelmatig, vaak ruitvormig, open patroon is gestanst. Strekgaas wordt vaak gebruikt voor roosters, als wand in bv parkeergarages en als metalen steunlat voor gips of stucwerk. Ook worden ze gebruikt om een veilig loopoppervlak te creëren op plekken waar het glad kan zijn (bv. op buitentrappen); het oppervlak zorgt voor grip, tegen wegglijden en in tegenstelling tot bv tranenplaat blijft water er niet op staan.

#### Verbandgaas
Verbandgaas, ook wel gaascompres, wondcompres of gaasje, is een klein (ca. 5-10 cm) doekje gemaakt van katoenen of non-woven verbandmateriaal. Het is daarom feitelijk geen gaas, maar eerder net. Verbandgaas wordt gebruikt om wonden mee af te dekken bij het verlenen van eerste hulp bij ongevallen. Soms zijn gaasjes geïmpregneerd met zalf, bv brandzalf om te voorkomen dat het gaasje aan de wond blijft plakken.

#### Overig
Soms worden geperforeerde metalen platen en fotochemisch geëtste of met elekro-depositie (het m.b.v. elektriciteit bedekken van een voorwerp met een laagje metaal) gemaakte rasters ook aangeduid als gaas. Maar aangezien deze niet gemaakt zijn van metaaldraad is rooster een betere benaming.

## Toepassingen
Gaas kent vele toepassingen. Bijvoorbeeld:
- omheining voor vee en pluimvee
- omheining van terreinen. Ook inpandig in bedrijven, bv om magazijnen te compartimenteren.
- beschermen van boomstammen tegen grazend vee
- om insecten buiten te houden (horgaas)
- in vandaalbestendig straatmeubilair
- als afscherming tegen radiofrequentie straling, b.v. in magnetrons en kooi van Faraday
- Metalen en nylon gaasfilters worden gebruikt in filtratie.
- als rooster.
- zeven
- wapening in gewapend glas (draadglas)

## Afbeeldingen
Afbeeldingen

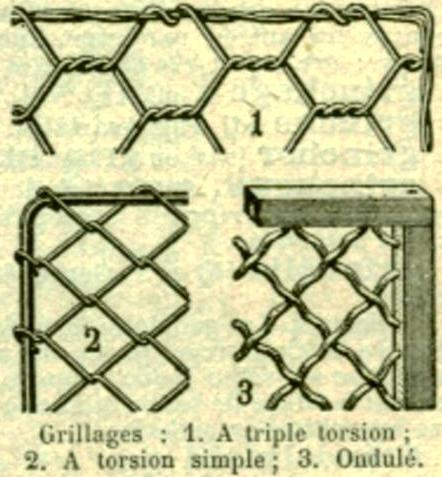
Soorten gaas: 1. Zeskantgaas, 2 Harmonicagaas, 3. Rooster
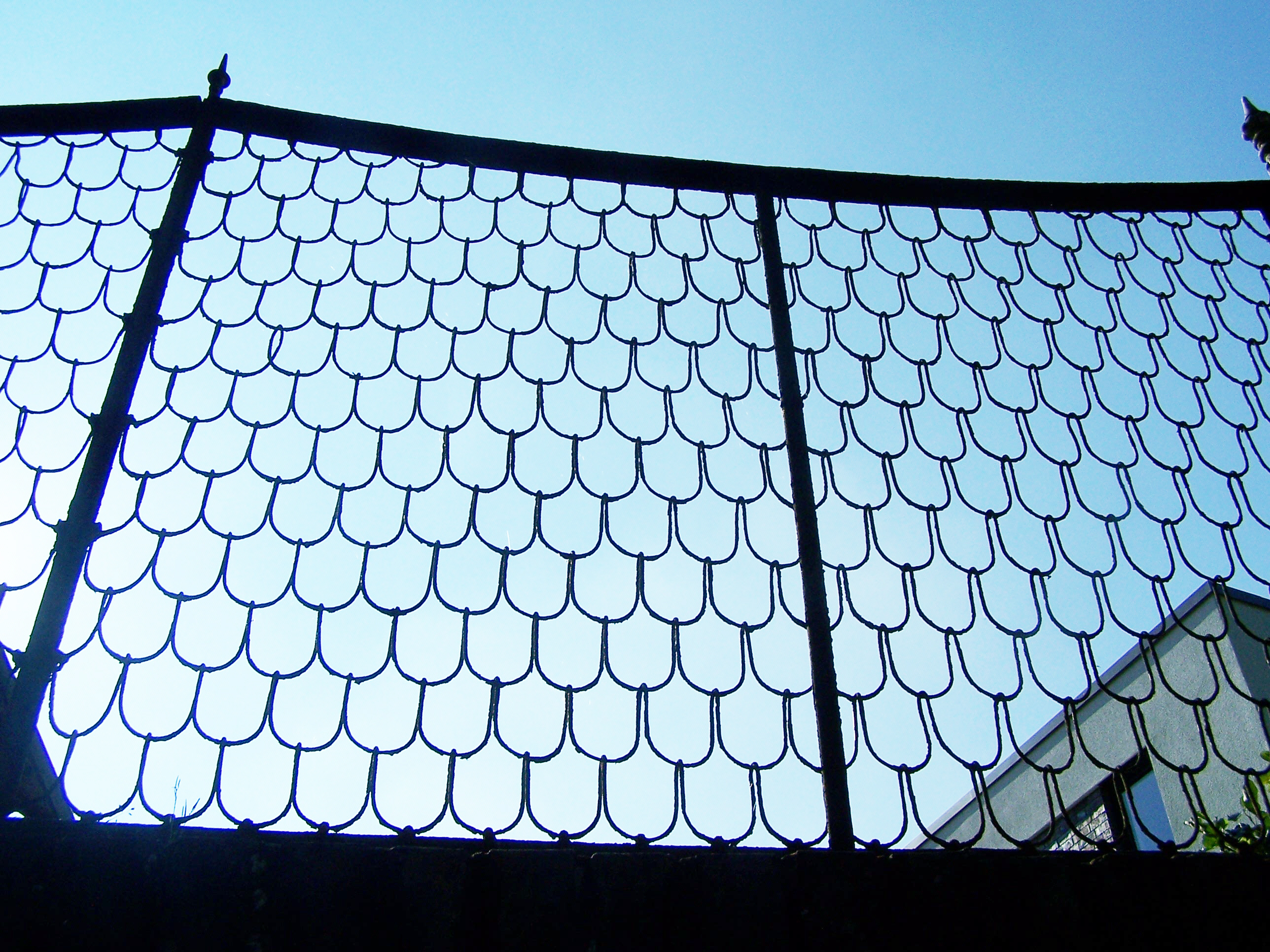
Handgevormd gaas (ca. 1900)
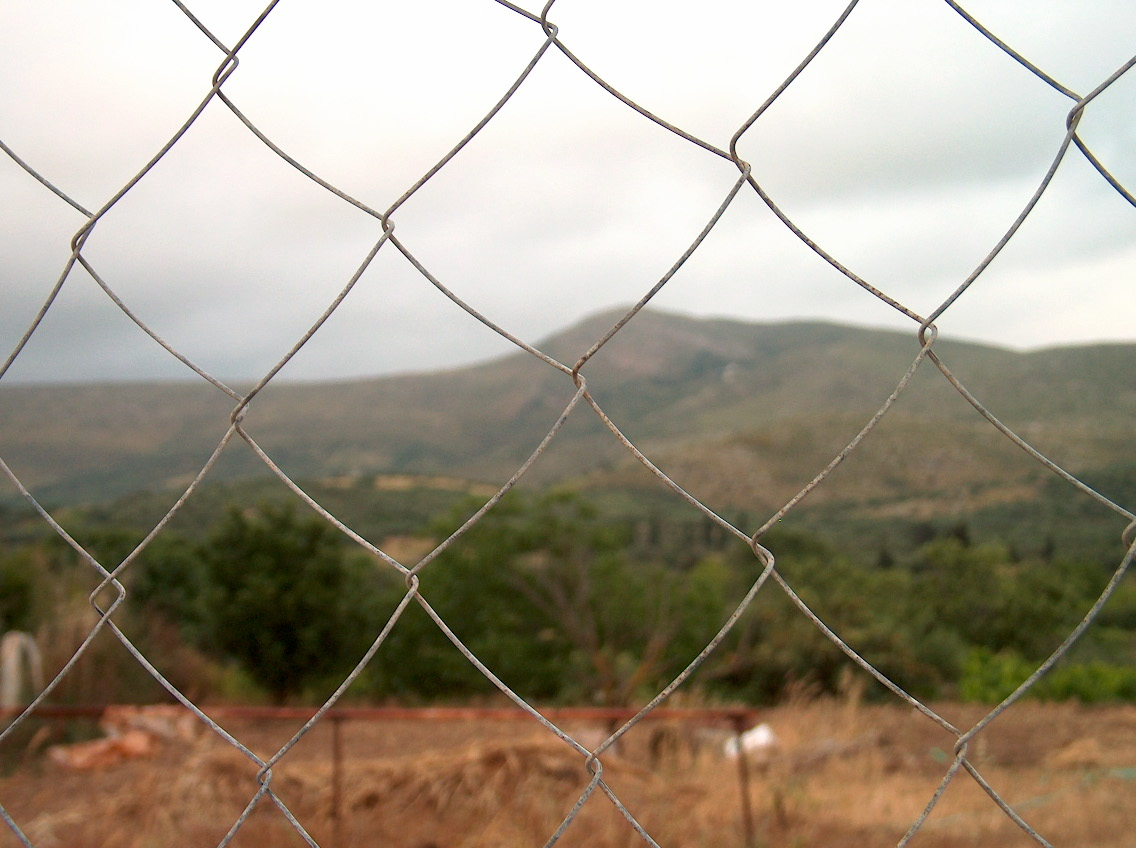
Harmonicagaas
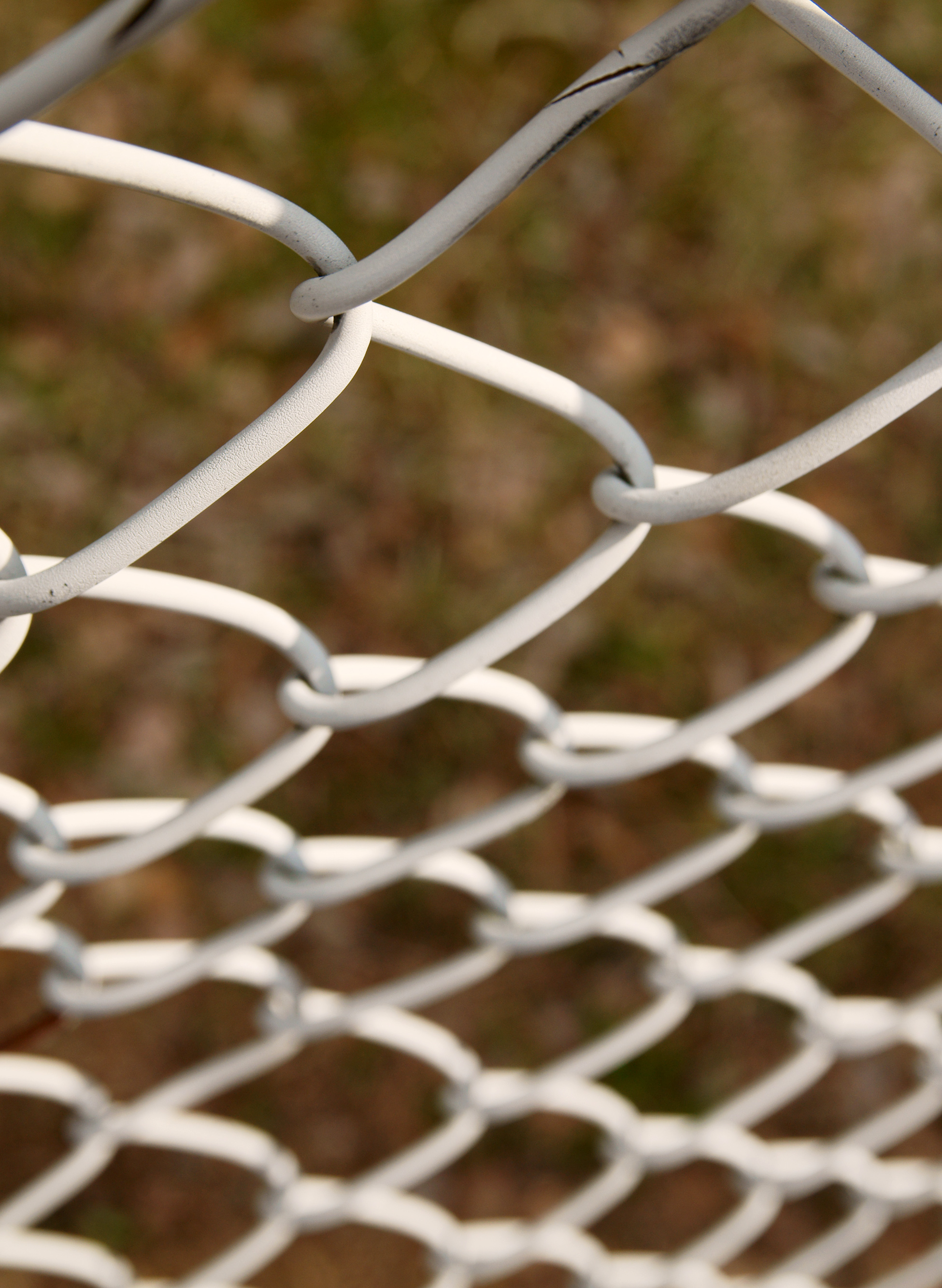
Harmonicagaas
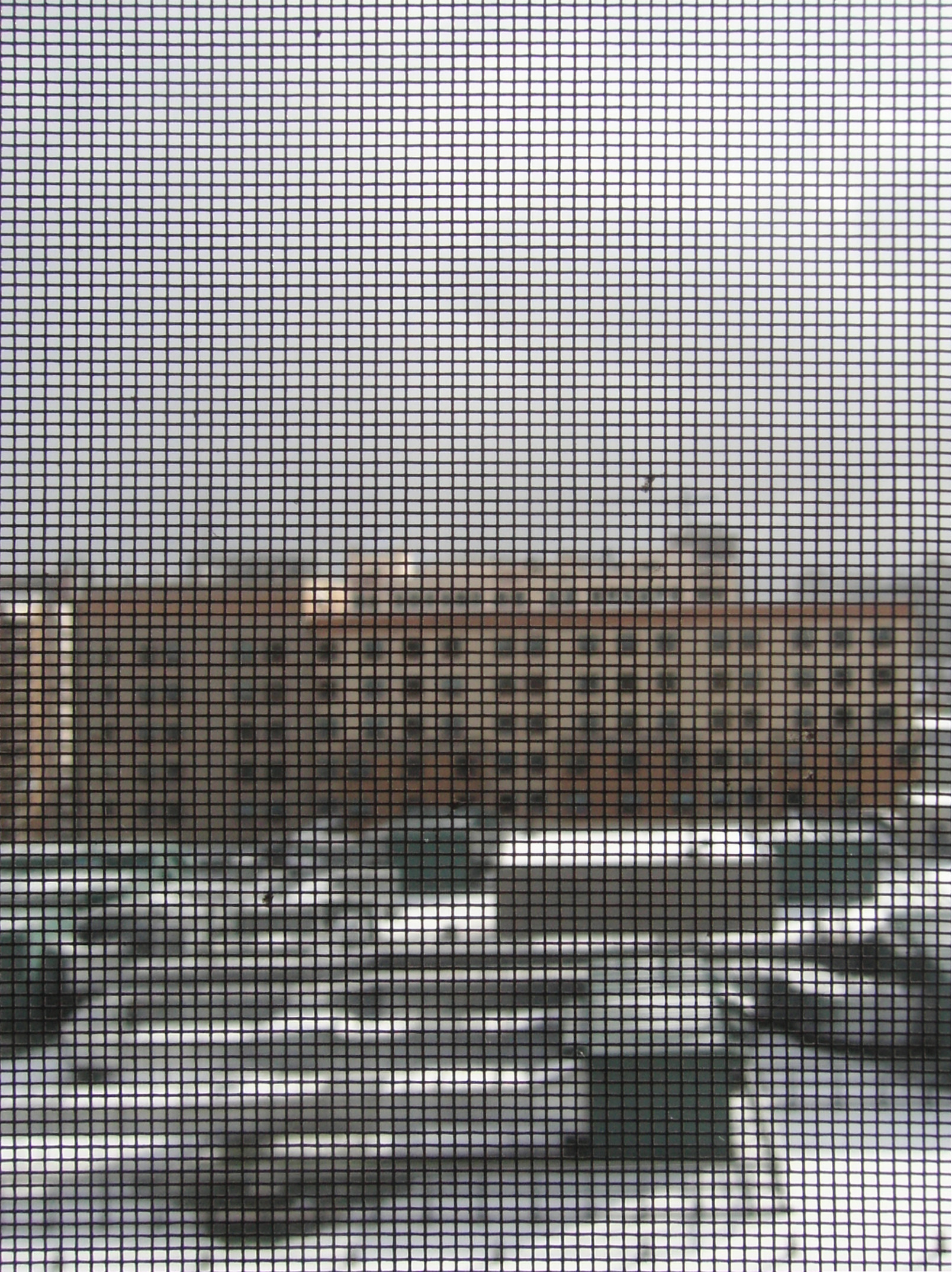
Horgaas
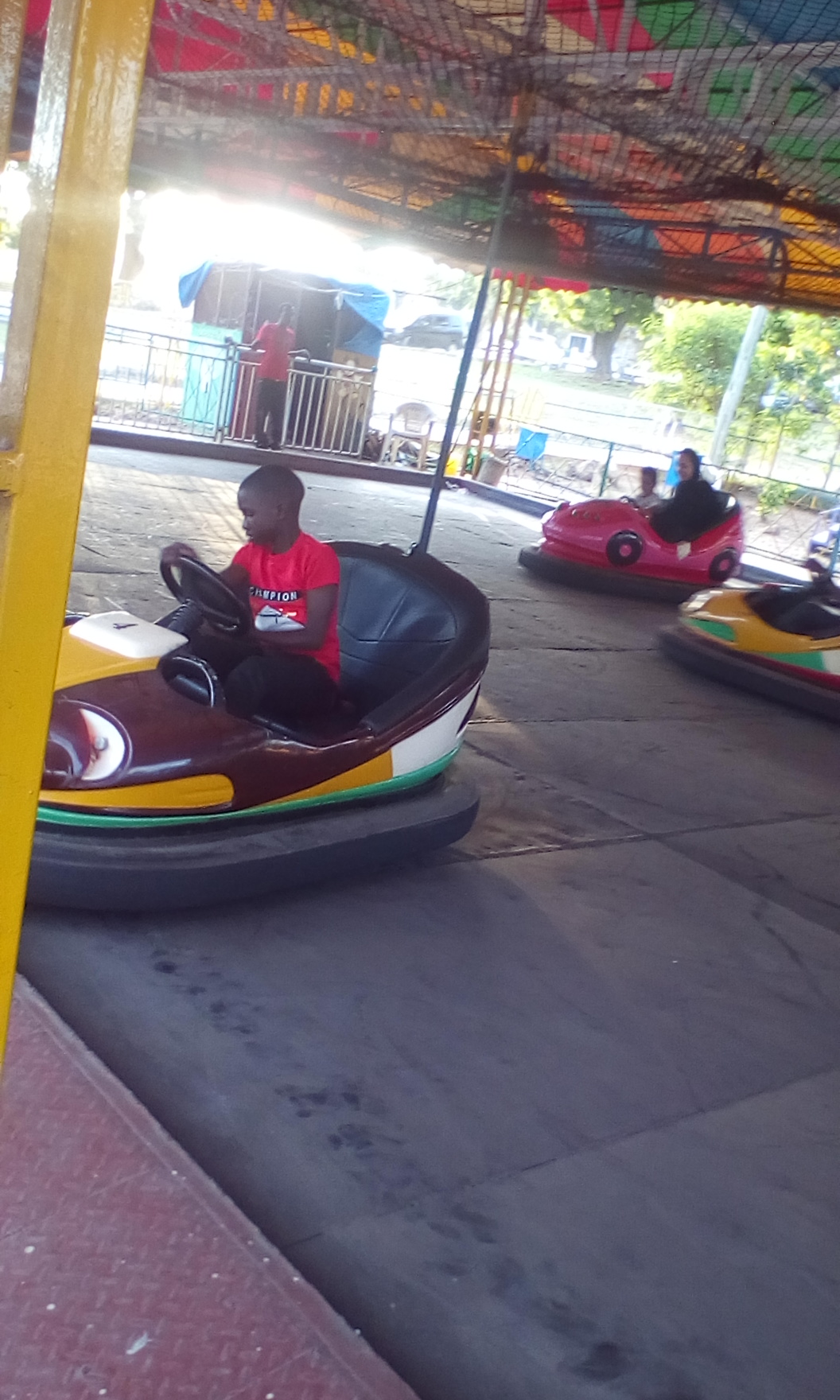
Botsauto's met kippengaas als bovenleiding
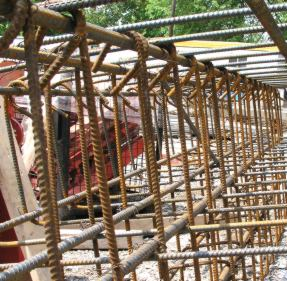
Wapeningsgaas
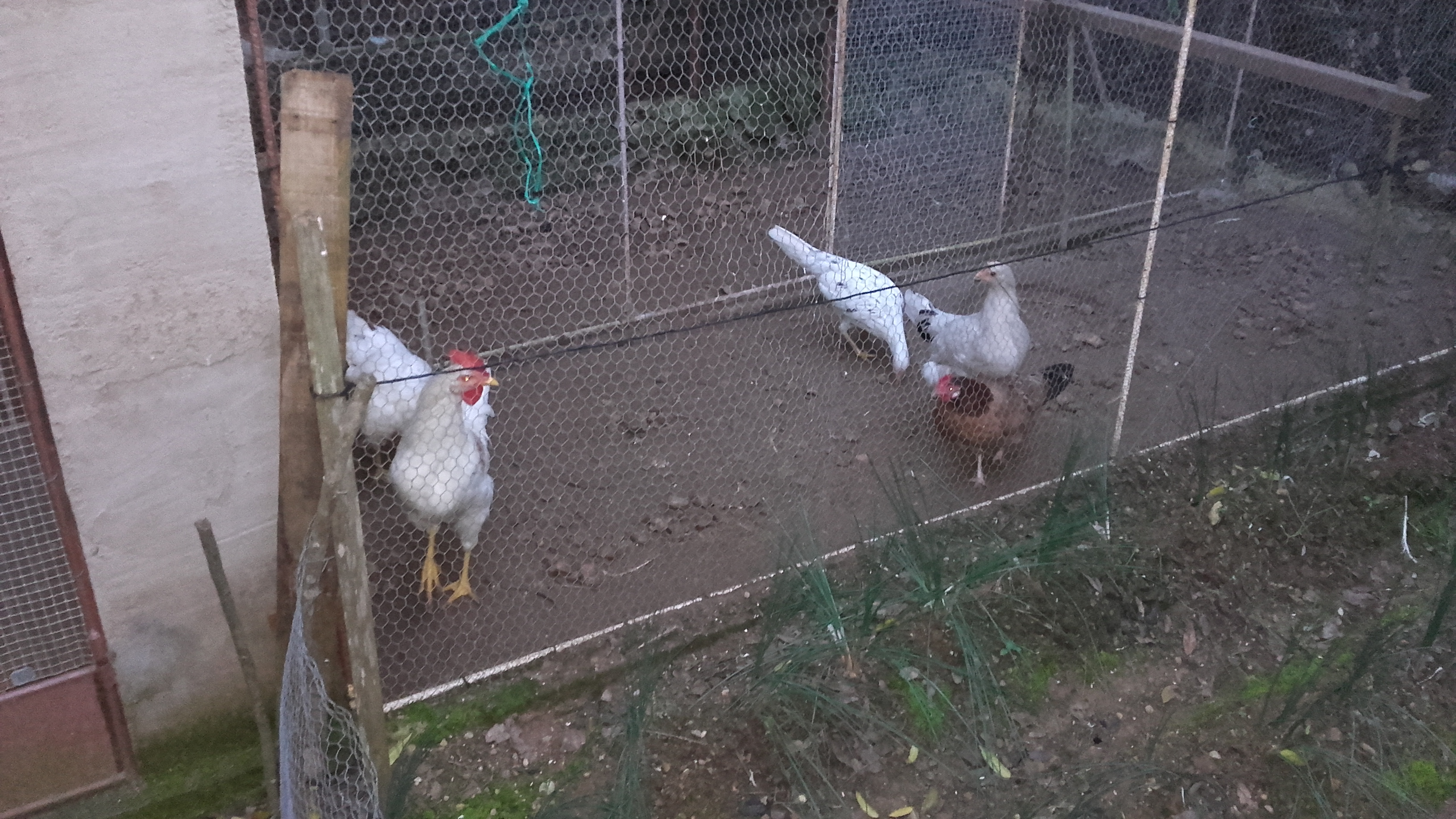
Kippenren met kippengaas
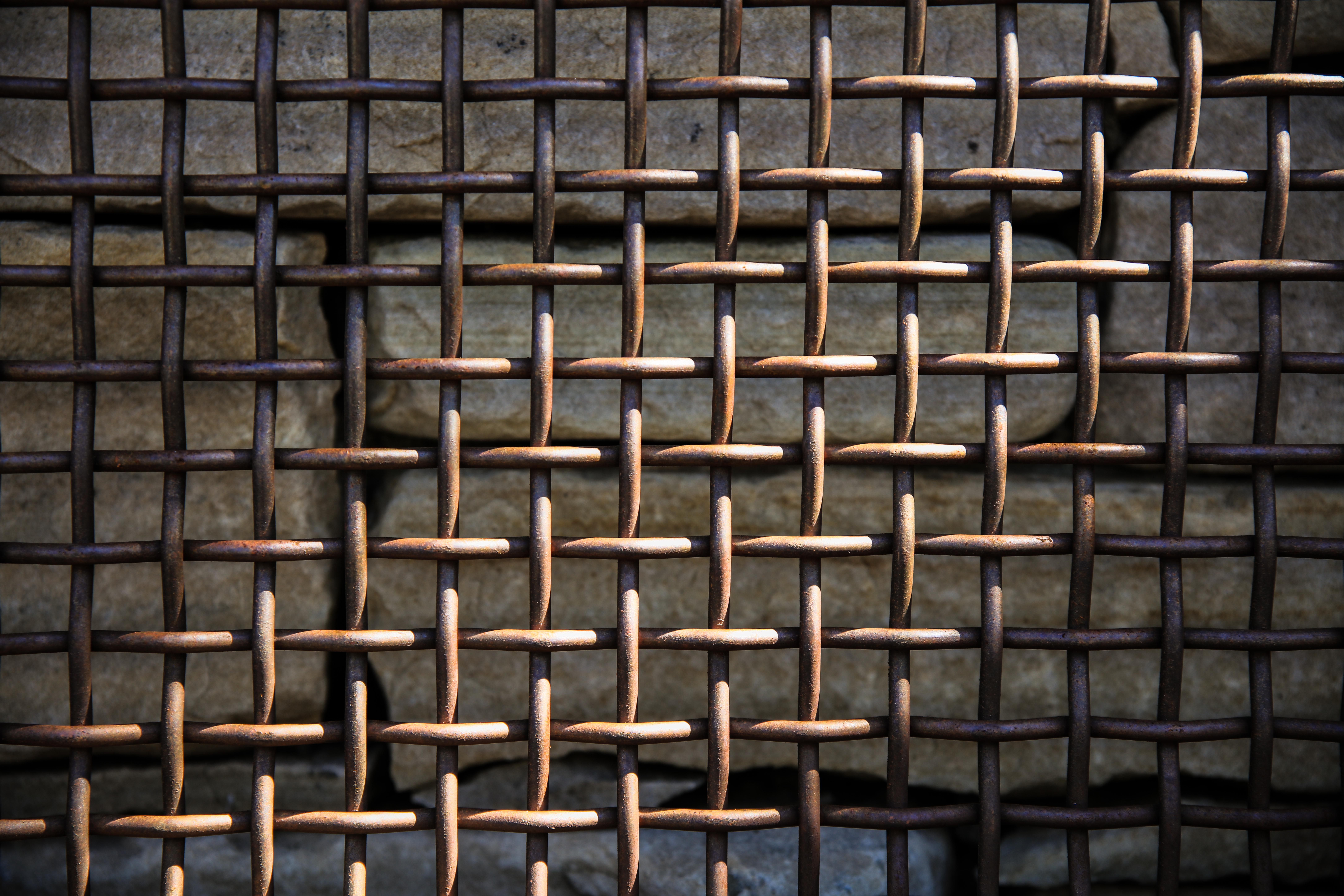
rooster van gaas
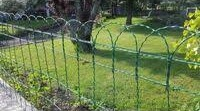
Boogjesgaas
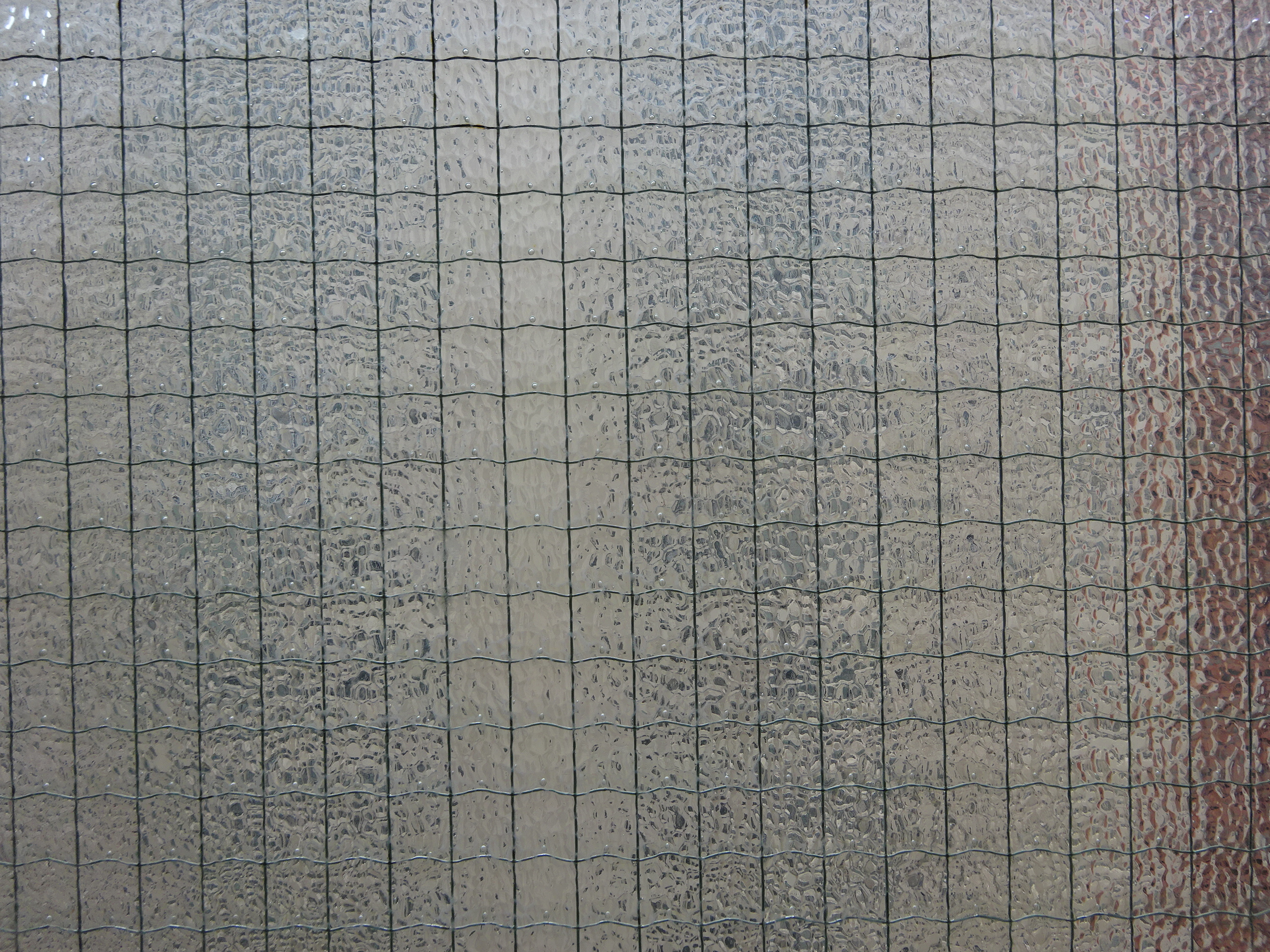
Gewapend glas
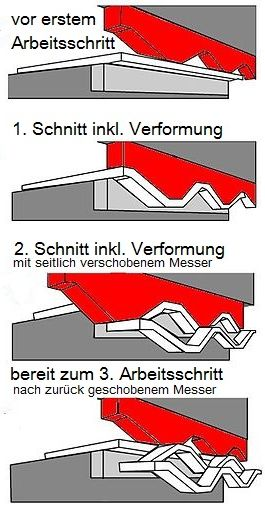
Schematische weergave van de productie van strekgaas
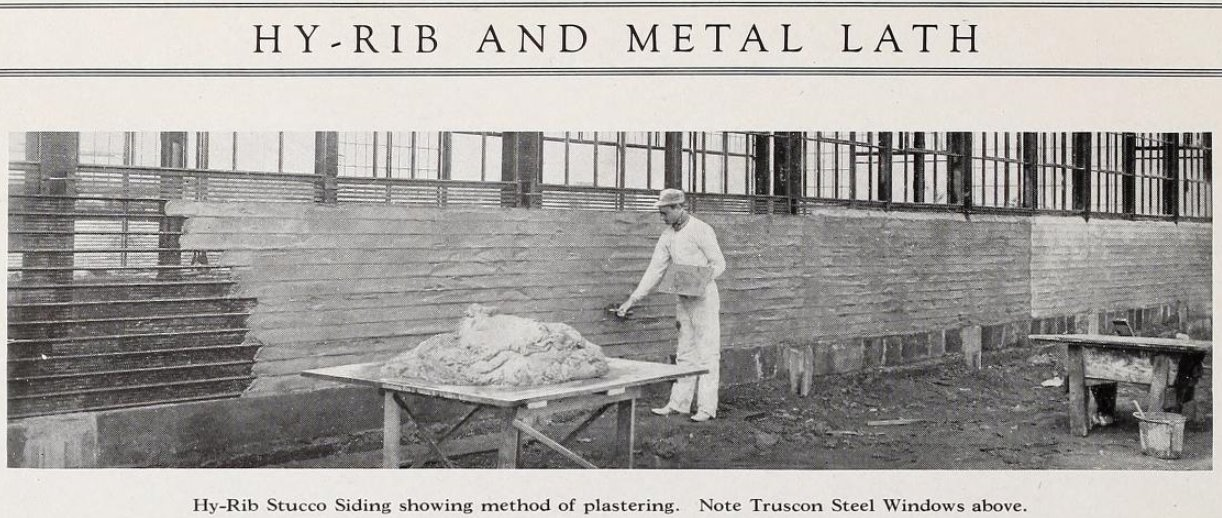
Strekgaas ter ondersteuning van stucwerk (1919)
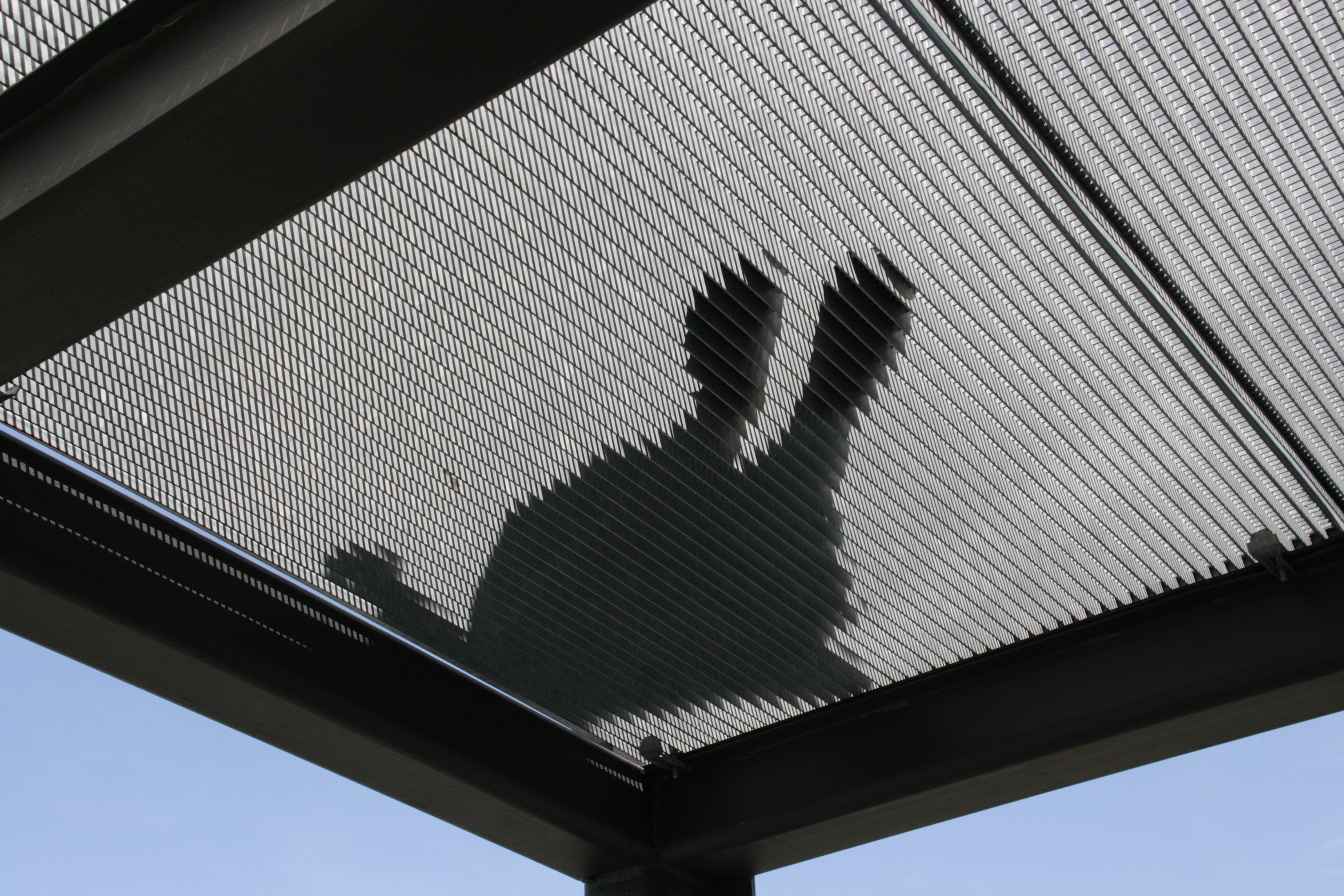
Strekgaas gebruikt als antislip bekleding voor trappen en voetgangersplateaus. Er blijft geen water op liggen.